# Wanwan Chūshingura
Wanwan Chūshingura (わんわん忠臣蔵, Brasil: Rock, o Valente) é um filme animado japonês de aventura, comédia e drama lançado em 1963, dirigido por Akira Daikubara, escrito por Daisaku Shirakawa e Kei Iijima e produzido pela Toei Animation. Foi um dos dois lançamentos da Toei no ano, em conjunto com Wolf Boy Ken. Chegou aos cinemas japoneses em 21 de dezembro de 1963 e aos espanhóis dois anos depois, e conta a história de Rock, um cachorro sem lar cuja mãe é assassinada por um tigre e uma raposa. Para fazer sua vingança, ele reúne um conjunto grande de animais. O elenco conta com Chiyoko Honma, Fumitake Omura e Hideo Kinoshita.

## Elenco
- Aki Hori como Rock e garota na lareira
- Mizuki Ranoko como Shiro
- Kitagawa Mari como Karu
- Hideo Sato como Goro
- Sakae Umezu como Nukiya
- Akira Nishimura como Killer
- Kamo Kikuhisa como Akamimi
- Makiko Ito como Rabbit
- Kazuko Yoshikawa como Ron
- Kiyoko Yamamoto como Rima
- Hanazawa Tokuho, Unno Yori e Nishito Taika como Stray Dogs

## Produção
Hayao Miyazaki, até então um aprendiz, trabalhou na produção de Wanwan Chūshingura como artista intermediário; foi seu primeiro trabalho na área da animação.